# Conjunto perfeito
Na matemática, em especial, na topologia, um conjunto perfeito é um conjunto fechado formado apenas por pontos de acumulação. Equivalentemente, um conjunto é dito perfeito se for fechado e não possui pontos isolados. Com isto temos que todo ponto de um conjunto perfeito pode ser aproximado por outros pontos deste mesmo conjunto perfeito, isto é, dados um ponto e uma vizinhança deste, existe um outro ponto nesta vizinhança.

## Exemplos

### Conjunto dos reais
O conjunto {\displaystyle \mathbb {R} } dos números reais é um conjunto perfeito.

#### Demonstração.
É sabido que {\displaystyle \mathbb {R} } é um conjunto fechado, portanto, basta mostrarmos que este não contém pontos isolados. Para tal, considere {\displaystyle x\in \mathbb {R} } e {\displaystyle \epsilon >0}, temos que {\displaystyle {\frac {x+\epsilon }{2}}\in \mathbb {R} }  e {\displaystyle {\frac {x+\epsilon }{2}}} está na vizinhança de {\displaystyle x} com raio {\displaystyle \epsilon }. Logo, temos que {\displaystyle x} não é um ponto isolado. Portanto, {\displaystyle \mathbb {R} } é um conjunto perfeito.

### Intervalos fechados
Todo intervalo fechado {\displaystyle I\subseteq \mathbb {R} } é um conjunto perfeito.

#### Demonstração
Dado um intervalo fechado {\displaystyle I\subseteq \mathbb {R} }, temos que {\displaystyle I} não contém pontos isolados, pois caso contrário {\displaystyle \mathbb {R} } conteria pontos isolados. Logo, {\displaystyle I} é um conjunto perfeito.

## Teorema
Dado um ponto {\displaystyle x} de um conjunto perfeito {\displaystyle P}, temos que existe uma sequência {\displaystyle \{x_{n}\}_{n=1}^{\infty }} tal que, {\displaystyle x_{n}\in P\setminus \{x\}}, para todo {\displaystyle n} inteiro positivo e {\displaystyle x_{n}\longrightarrow x}.

### Demonstração
Como todo ponto de {\displaystyle P} é ponto limite, o resultado segue imediatamente. Porém, podemos construir tal sequência da seguinte forma. Dado {\displaystyle \epsilon _{1}}, temos que existe {\displaystyle x_{1}\in V_{\epsilon _{1}}(x)\cap P\setminus \{x\}}. Indutivamente, dado um inteiro positivo {\displaystyle k}, seja {\displaystyle \epsilon _{k}={\frac {\epsilon _{k-1}}{2}}}, temos que existe {\displaystyle x_{k}\in V_{\epsilon _{k}}(x)\cap P\setminus \{x\}}. Note que a sequência {\displaystyle \{\epsilon _{n}\}_{n=1}^{\infty }} converge para zero, o que implica que, para dado {\displaystyle \epsilon >0}, existe um inteiro positivo {\displaystyle N} tal que, para todo {\displaystyle n>N}, {\displaystyle \epsilon _{n}<\epsilon }. Porém, como {\displaystyle \|x_{n}-x\|<\epsilon _{n}}, temos que {\displaystyle \|x_{n}-x\|<\epsilon }, o que garante que {\displaystyle x_{n}\longrightarrow x}.

## Teorema
Se um conjunto {\displaystyle P} é perfeito em {\displaystyle \mathbb {R} ^{k}} e não é um conjunto vazio, então {\displaystyle P} não é enumerável.

### Demonstração
Como {\displaystyle P} é perfeito, temos que {\displaystyle P} é formado por pontos limites, de modo que {\displaystyle P} é um conjunto infinito. Suponhamos, por absurdo, que {\displaystyle P} seja um conjunto enumerável. Considere, portanto, {\displaystyle x_{1},x_{2},\ldots }, seus elementos. Considere {\displaystyle V_{1}=\{y\in \mathbb {R} ^{k}:\|y-x_{1}\|<r\}}, de modo que o fecho de {\displaystyle V_{1}} é {\displaystyle {\bar {V}}_{1}=\{y\in \mathbb {R} ^{k}:\|y-x_{1}\|\leq r\}}. Considere, para os inteiros {\displaystyle n\geq 1}, as vizinhanças {\displaystyle V_{n+1}} satisfazendo o seguinte.
(i) {\displaystyle {\bar {V}}_{n+1}\subset V_{n}}.
(ii) {\displaystyle x_{n}\notin {\bar {V}}_{n+1}}.
(iii) {\displaystyle V_{n+1}\cap P\neq \emptyset }.
O item (iii) garante que esta construção pode ser feita indutivamente.
Agora, considere {\displaystyle K_{n}={\bar {V}}_{n}\cap P}. Como {\displaystyle {\bar {V}}_{n}} é fechado e limitado, temos que {\displaystyle {\bar {V}}_{n}} é um conjunto compacto. Como {\displaystyle x_{n}\notin K_{n+1}}, temos que nenhum ponto de {\displaystyle P} pertence a {\displaystyle \bigcap _{n=1}^{\infty }K_{n}}. Como {\displaystyle K_{n}\subset P}, temos que {\displaystyle \bigcap _{n=1}^{\infty }K_{n}=\emptyset }.  Porém, pelo item (iii) temos que {\displaystyle K_{n}\neq \emptyset }, pelo item (i) temos que {\displaystyle K_{n+1}\subset K_{n}}. Porém, isto é uma contradição.